# Let It Be (пісня)
«Let It Be» (укр. Нехай буде так) — пісня британського рок-гурту «Бітлз», яку випустили 6 березня 1970 року як сингл і яка увійшла в однойменний альбом Let It Be. Її написав і заспівав Пол Маккартні, хоча авторство приписане дуету Леннон — Маккартні. У сингл-версії пісні, яку спродюсував Джордж Мартін, гітарне соло звучить м’якіше і оркестрова секція зведена нижче — на відміну від альбомної версії, яку продюсував Філ Спектор і де гітарне соло агресивніше, а оркестрова секція зведена вище.
У свій час сингл мав найвищий дебют на Billboard Hot 100, коли потрапив у чарт одразу ж із 6-ї позиції і врешті-решт досяг його вершини. Сингл посідав першу сходинку в чартах США, Австралії, Італії, Норвегії та Швейцарії та другу сходинку у чартах Великої Британії.
Текст містить 41 повтор фрази «Let it be».  
Це був останній сингл «бітлів», який випустили до розпаду гурту. Альбом Let It Be та американський сингл «The Long and Winding Road» вийшли вже після виходу Маккартні з «Бітлз» та їхнього подальшого розпаду.

## Композиція та запис

### Походження
Маккартні розповідав, що ідея пісні прийшла до нього 1968 року: йому приснилася матір під час напруженого в гурті періоду, коли бітли записували «The Beatles» («Білий Альбом»). Марія Патрісія Маккартні померла від раку 1956 року, коли Полу було чотирнадцять. Репетируючи пісню з «Бітлз» у січні 1969 року, замість слів «Матір Марія» Пол іноді співав «Брат Малкольм», маючи на увазі помічника «Бітлз» Мела Еванса.
Маккартні розповідав: «Було чудово знову побути з нею. Я відчував себе дуже благословенним після цього сну. Це і привело мене до написання „Let It Be“». Пізніше в одному інтерв’ю він розповів, що матір сказала йому: «Все буде добре, нехай буде так». На запитання, чи «Мати Марія» у пісні — це Діва Марія, Маккартні типово відповідав, що слухачі можуть інтерпретувати пісню, як їм заманеться. Втім, цю фразу нерідко інтерпретували біблійно. 

### Запис
Маккартні вперше зіграв «Let It Be» на студії звукозапису в перервах між дублями пісні «Piggies» 19 вересня 1968 року. Кілька місяців потому він репетирував пісню на кіностудії Твікенгем 3 січня 1969, де попереднього дня гурт розпочав зйомки фільму «Нехай буде так». Під час цього етапу зйомок «бітли» записували музику лише на монодеки, які використовували для синхронізації з кінокамерами, і не робили повноцінних записів. Зберігся лише один запис, на якому Маккартні співає та грає пісню на фортепіано. Перша спільна гра з усіма «бітлами» відбулася 8 січня. Робота над піснею тривала протягом місяця, і 23 січня в студії Apple Corp розпочалися записи.

## Учасники запису
- Пол Маккартні — основний вокал, бек-вокал, фортепіано, маракаси
- Джон Леннон — Fender Bass VI
- Джордж Харрісон — гітара
- Рінго Старр — ударні
- Біллі Престон — орган і електричне піаніно
- Лінда Маккартні — бек-вокал

## Чарти та сертифікації
| Чарт (1970)                               | Найвища позиція |
| ----------------------------------------- | --------------- |
| Австралія (Kent Music Report)             | 1               |
| Австрія (Ö3 Austria Top 75)               | 1               |
| Бельгія (Ultratop Flanders)               | 3               |
| Canada Top Singles (RPM)                  | 1               |
| Угорщина (Rádiós Top 40)                  | 1               |
| Ірландія (IRMA)                           | 3               |
| Нідерланди (Mega Single Top 100)          | 1               |
| Нова Зеландія (Listener)                  | 1               |
| Норвегія (VG-lista)                       | 1               |
| Швейцарія (Media Control AG)              | 1               |
| Велика Британія (Official Charts Company) | 2               |
| США (Billboard Hot 100)                   | 1               |
| США (Adult Contemporary) (Billboard)      | 1               |
| Західна Німеччина (Musikmarkt)            | 2               |
| Chart (2010)                              | Найвища позиція |
| Фінляндія (Suomen virallinen lista)       | 20              |
| Іспанія (PROMUSICAE)                      | 39              |
| Чарт (2013)                               | Найвища позиція |
| Франція (SNEP)                            | 96              |
| Чарт (2016)                               | Найвища позиція |
| Швеція (Sverigetopplistan)                | 39              |

| Чарт (1970)                 | Позиція |
| --------------------------- | ------- |
| Canada Top Singles (RPM)    | 3       |
| Нідерланди (Single Top 100) | 25      |
| US Billboard Hot 100        | 9       |

| Чарт (1958—2018)     | Позиція |
| -------------------- | ------- |
| US Billboard Hot 100 | 425     |

| Регіон | Сертифікація  | Продажі    |
| --- | ------------- | ---------- |
| Італія (FIMI) | Золотий       | 25 000     |
| Велика Британія (BPI)                                                                                            | Золотий       | 500 000    |
| США (RIAA) | 2× Платиновий | 2 000 000^ |
| ^відвантаження, що базуються лише на сертифікаціях · продажі+прослуховування, що базуються лише на сертифікаціях |               |            |